# Новоклиновка
Новоклиновка (укр. Новоклинівка) — село на Украине, находится в Амвросиевском районе Донецкой области. Находится под контролем самопровозглашенной Донецкой Народной Республики.

## География
Село расположено на левом берегу реки под названием Крынка.

#### Соседние населённые пункты по странам света
С: —
СЗ: Новопетровское (выше по течению Крынки), Покровка (Амвросиевский район), Степано-Крынка (выше по течению Крынки)
СВ: Сеятель, Великое Мешково (ниже по течению Крынки); Малая Шишовка
З: Котовского (выше по течению Крынки)
В: Благодатное (ниже по течению Крынки)
ЮЗ: Родники, Жукова Балка, Трепельное
ЮВ: Новоамвросиевское
Ю: город Амвросиевка

## Население
Население по переписи 2001 года составляло 227 человек.

## Общая информация
Код КОАТУУ — 1420682006. Почтовый индекс — 87330. Телефонный код — 6259.

## Адрес местного совета
87330, Донецкая область, Амвросиевский район, с. Благодатное, ул.Ленина, 26, 91-1-43